# Неделя (газета, 1960)
«Неделя» — еженедельная газета, издававшаяся в СССР с марта 1960 года, иллюстрированное приложение к газете «Известия».

## История
Еженедельник начал издаваться под эгидой газеты «Известия» и стал её воскресным приложением. Это было одно из нововведений нового редактора «Известий» — Алексея Аджубея, зятя Н. С. Хрущёва. Первый номер издания был приурочен к визиту Н. С. Хрущёва в Индонезию.
Газета была иллюстрированной и выходила раз в неделю. Её название было предложено художником С. А. Зуськовым журналисту-известинцу А. Г. Менделееву. Название взято по российской газете «Неделя», выходившей в XIX веке.
К девятому номеру еженедельника был утверждён его главный редактор — им стал Александр Плющ — фронтовик, журналист, писатель.
Позже главными редакторами были Валентин Архангельский, Юрий Грибов, Виталий Сырокомский, Игорь Серков.
В 1974 году еженедельником был установлен специальный приз — «Хрустальная перчатка» — вручавшийся абсолютному чемпиону СССР по боксу.
В 1988 после публикации в «Неделе» очёрка о советских «мажорах» в рамках Союза журналистов СССР был создан Совет по профессиональной этике и праву, в который вошёл Михаил Федотов.
В 1993 году Андрей Ванденко обнародовал плагиат со стороны коллег, которые в «Неделе» цитировали «нововзглядовское» интервью Людмилы Зыкиной без указания авторства и источника.
Как и одноимённое российское издание XIX века, газета просуществовала 35 лет — до 9 мая 1995 года . В январе 2006 года «Неделю» возродили — она стала выходить в качестве пятничного приложения, что повлекло за собой увеличение спроса на пятничные выпуски «Известий».